# Scindapsus sumatranus
Scindapsus sumatranus là một loài thực vật có hoa trong họ Ráy (Araceae). Loài này được (Schott) P.C.Boyce & A.Hay miêu tả khoa học đầu tiên.